# Città libera imperiale di Besançon
La Città libera e imperiale di Besançon era una città autonoma che faceva parte del Sacro Romano Impero.
Dal 1184 al 1654 la città di Besançon è stata una città libera dell'Impero (Freie Reichsstadt) del Circolo della Borgogna. Originariamente la città era governata da un principe vescovo, costituiva quindi uno stato ecclesiastico nell'ambito del Sacro Romano Impero. In tale periodo il suo sovrano era l'arcivescovo di Besançon, ma successivamente la maggior parte del suo potere passò ad un consiglio comunale. Il territorio comprendeva solo una piccola area intorno alla città di Besançon nella Franca Contea e per gran parte del tempo fu in effetti controllata dai duchi di Borgogna, e quindi dagli Asburgo. Infine, perse il suo status imperiale, ma rimase una città libera. 

## Storia

### Conquista dell'indipendenza
Besançon entrò a far parte del Sacro Romano Impero nel 1034, assieme al resto della Franca Contea.
Nel 1184, divenne la sede dell'Arcidiocesi di Besançon, ottenendo l'autonomia come città libera imperiale sotto l'autorità del Sacro Romano Impero. L'arcivescovo di Besançon venne elevato al rango di principe del Sacro Romano Impero nel 1288.  La stretta correlazione con l'Impero è evidente nello stemma della città.
Nel 1290, dopo un secolo di lotte contro i poteri degli arcivescovi, l'imperatore riconobbe l'indipendenza della città di Besançon.
Nell'agosto del 1336, il duca di Borgogna provò ad annettere Besançon dopo una disputa con il clero della Franca Contea. Inviò 9000 uomini che stabilirono un campo a Saint-Ferjeux, vicino Planoise ma il Duca abbandonò l'assedio dopo alcuni mesi.
La città si trovò coinvolta in una serie di contese con il suo arcivescovo e cercò l'aiuto di Filippo il Buono. Nel XV secolo, Besançon passò sotto l'influenza dei duchi di Borgogna, anche se non riconobbe la loro sovranità.

### Controllo degli Asburgo
Dopo il matrimonio di Maria di Borgogna con Massimiliano I nel 1477, la città passò sotto l'influenza degli Asburgo. Nel 1519, Carlo V, re di Spagna, divenne imperatore del Sacro Romano Impero. Ciò lo fece essere a capo anche della Franca Contea e di Besançon, che da allora divenne una zona francofona tedesca. Besançon trattò gli Asburgo come protettori, allo stesso modo in cui avevano precedentemente i duchi di Borgogna. 
Nel 1526, la città ottenne il diritto di battere moneta, che continuò ad esercitare fino al 1673. Tuttavia, tutte le monete portavano il nome di Carlo V. 
Tra il 1535 ed il 1579 Besançon ospitò le importanti fiere di cambio organizzate dai banchieri genovesi note come fiere di Bisenzone, rimpiazzando la piazza finanziaria di Lione. Nel 1579 i Genovesi abbandonarono Besançon a causa delle difficoltà insorte in seguito agli eventi bellici generati dalle guerre di religione, stabilendosi prima a Piacenza e poi a Novi. 
Quando Carlo V abdicò nel 1555, diede la Franca Contea a suo figlio, Filippo II, re di Spagna. Besançon rimase una città libera dell'Impero sotto la protezione dei re di Spagna. Nel 1575, dopo la morte di Carlo IX di Francia, gli Ugonotti tentarono di impadronirsi di Besançon al fine di renderla una fortezza, il che significò che la città dovette accettare una guarnigione spagnola per la sua protezione, un vulnus importante nel suo statuto di indipendenza.
Nel 1598, Filippo II diede la provincia a sua figlia come dote per il suo matrimonio con un arciduca austriaco. Rimase comunque formalmente una parte dell'Impero fino alla sua cessione dall'Austria alla Spagna, insieme alla Franca Contea, nella pace di Westfalia del 1648. Besancon perse il suo stato di città libera nel 1651 e fu unita alla Franca Contea come riparazione per altre perdite che gli spagnoli avevano subito durante la guerra dei Trent'anni. Dopo qualche resistenza, la nuova condizione venne accettata da Besançon nel 1654, anche se la città mantenne un alto grado di autonomia interna.

### Contrasti con la Francia
Nel 1667, Luigi XIV richiese la Franca Contea a seguito del suo matrimonio con Maria Teresa di Spagna. Nel corso della Guerra di devoluzione le truppe francesi arrivarono in zona nel 1688. Besançon cercò di sostenere la sua neutralità in qualsiasi ostilità, visto che era una città imperiale, cosa che il comandante francese, principe di Condé respinse in quanto arcaica.   Il francese accettò generosamente, nel trattato di consegna della città con le autorità cittadine, il trasferimento dell'università che allora dipendeva ancora dalla recalcitrante Dole. Ci furono voci che il Parlamento regionale poteva essere trasferito da Dole e venne inoltre stabilito che sarebbe stata lasciata la reliquia di un frammento della sacra sindone e che i protestanti non avrebbero avuto la libertà di coscienza come avvenne poi nel resto della Francia.
Mentre era in mani francesi, il famoso ingegnere militare Vauban visitò la città ed elaborò piani per la sua fortificazione. Il  Trattato di Aix-la-Chapelle la restituì alla Spagna nel giro di pochi mesi, in cambio della città di Frankenthal.
Gli spagnoli costruirono il principale punto centrale delle difese della città, "la Citadelle", sul Mont St. Etienne, che chiude l'ansa del fiume che racchiude la città vecchia. Nella loro costruzione, hanno seguito i disegni di Vauban.
Da questo momento in poi si andò formando e sviluppando una grande fazione pro Francia.

### Resa alla Francia
La città perse definitivamente la propria autonomia, a seguito della guerra franco-olandese, a partire dal 1672, in cui gli Asburgo si allearono agli olandesi e così persero il controllo della Franca Contea e Besançon. Dopo un assedio alla città, le truppe francesi la occuparono nel 1674, pur accettando di consentire a Besançon di mantenere i suoi privilegi.
Nel 1676 le autorità francesi posero fine alla forma di governo repubblicano di Besançon. Venne pertanto istituito un Parlamento in sua vece. Come parte della transazione la città divenne il centro amministrativo della Franca Contea, con il Parlamento di Besançon che ebbe la gestione del territorio, in sostituzione del Parlamento di Dole. Il controllo francese venne confermato nel 1678 dal Trattato di Nimega.

## Istituzioni
Besançon ebbe una forma ragionevolmente democratica di governo, a differenza della maggior parte delle città imperiali libere, che divennero a poco a poco oligarchie. Il governo consisteva in ventotto consiglieri eletti ogni anno dalle sette parrocchie. Questi a loro volta leggevano quattordici governatori, che in assemblea dovevano far fronte agli affari correnti. Le attività principali erano affrontate da consiglieri e governatori in seduta comune. C'era anche la possibilità di indire un'assemblea generale dei cittadini in casi molto importanti.
I protettori, in primo luogo i duchi di Borgogna e poi gli Asburgo austriaci e spagnoli, avevano il diritto di nominare un presidente dei governatori e il comandante dei soldati che custodivano i bastioni.